# Santiago García (auteur)
Pour les articles homonymes, voir Santiago García et García.
Santiago García Fernández (né en 1968) est un scénariste de bande dessinée espagnol. Il a également utilisé le pseudonymes Trajano Bermúdez.
Il a reçu en 2015 avec le dessinateur Javier Olivares le prix national de la bande dessinée pour leur album Les Ménines (Las meninas), publié l'année précédente.

## Publications en français
- Beowulf, avec David Rubín (es), Casterman, 2014  (ISBN 9782203087712).
- Les Ménines, avec Javier Olivares, Futuropolis, 2015  (ISBN 9782754812061).
- Le Voisin